# ذا بوكسكار شيلدرن
ذا بوكسكار شيلدرن هي سلسلة كتب للأطفال كُتبت في الأصل من قبل معلمة الصف الأول الأمريكية جيرترود تشاندلر وارنر نشرتها حاليًا شركة النشر بنغون رندم هاوس. وقد نُشرت من قبل بواسطة شركة ألبرت ويتمان وشركائها حتى عام 2023. اليوم تتضمن السلسلة أكثر من 160 عنوانًا، مع إصدار المزيد كل عام.  تستهدف السلسلة القراء في الصفوف من 2 إلى 6.
نُشرت السلسلة في الأصل عام 1924 من قبل راند ماكنالي (باسم ذا بوكس-كار شيلدرن) وأعيد إصدارها في شكل منقح وأقصر في عام 1942 بواسطة شركة ألبرت ويتمان وشركائها،  تدور أحداث هذه السلسلة عن قصة أربعة أطفال أيتام، هنري وجيسي وفيوليت وبيني ألدن. قاموا بإنشاء منزل لأنفسهم في شاحنة صندوقية مهجورة في الغابة. في النهاية التقوا بجدهم، وهو رجل ثري ولطيف (على الرغم من أن الأطفال كانوا يعتقدون أنه قاسٍ). يقرر الأطفال العيش مع الجد، الذي ينقل شاحنتهم الصندوقية المحبوبة إلى فناء منزله الخلفي حتى يتمكن الأطفال من استخدامها للعب. حُول الكتاب إلى فيلم باسم ذا بوكسكار شيلدرن في عام 2014 وأُصدرت الرواية التكميلية كفيلم في عام 2018. استنادا إلى استطلاع عبر الإنترنت عام 2007، أدرجت جمعية التعليم الوطنية الكتاب الأصلي ضمن "أفضل 100 كتاب مفيد للأطفال".  في عام 2012، صُنفت الرواية الأصلية ضمن أفضل 100 كتاب أو روايات الأطفال على الإطلاق، في استطلاع نشرته مجلة سكول لايبراري جورنال . 
في الأجزاء اللاحقة للسلسلة، يواجه الأطفال العديد من المغامرات والألغاز في حيهم أو في المواقع التي يزورونها مع جدهم. وضعت غالبية الكتب في مواقع يزورها الأطفال خلال العطلات المدرسية مثل العطلة الصيفية أو عطلة عيد الميلاد. فقط أول 19 قصة كتبها المبدع وارنر. بعض الكتب الخرى في السلسلة كتبها كتاب آخرون، ولكنها تحتوي دائمًا على سطر ثانوي "أنشأته جيرترود تشاندلر وارنر". بينما يتقدم أطفال ألدن في العمر في كتب وارنر، ويظلون أصغر سنا في الكتب المنشورة بعد وفاتها يحدد كل كتاب حول تاريخ نشره.